# Piia Tarvainen
Piia Tarvainen (ur. w 1978) – fińska biegaczka narciarska, trzykrotna medalistka mistrzostw świata juniorów.
Po raz pierwszy na arenie międzynarodowej pojawiła się w lutym 1997 roku podczas mistrzostw świata juniorów w Canmore. Zdobyła tam srebrny medal w sztafecie i brązowy w biegu na 5 km techniką klasyczną. Na rozgrywanych rok później mistrzostwach świata juniorów w Pontresinie ponownie była druga w sztafecie, a w biegu na 5 km stylem dowolnym zajęła dziewiąte miejsce.
W zawodach Pucharu Świata zadebiutowała 6 marca 1998 roku w Lahti, gdzie w sztafecie była ósma. Pierwsze pucharowe punkty zdobyła dzień później w tej samej miejscowości, zajmując 30. miejsce w biegu na 15 km stylem dowolnym. Był jej jedyny start, w którym zdobyła punkty. W klasyfikacji generalnej sezonu 1997/1998 zajęła ostatecznie 75. miejsce. Nigdy nie wzięła udziału w mistrzostwach świata ani igrzyskach olimpijskich.

## Osiągnięcia

### Mistrzostwa świata juniorów
| Miejsce | Dzień       | Rok  | Miejscowość | Konkurencja             | Wynik     | Strata  | Zwyciężczyni    |
| ------- | ----------- | ---- | ----------- | ----------------------- | --------- | ------- | --------------- |
| 3.      | 12 lutego   | 1997 | Canmore     | 5 km stylem klasycznym  | 14:28,7   | +24,0   | Kristina Šmigun |
| 2.      | 14 lutego   | 1997 | Canmore     | Sztafeta 4x5 km         | 57:18,7   | +25,0   | Włochy          |
| 18.     | 16 lutego   | 1997 | Canmore     | 15 km stylem dowolnym   | 43:45,7   | +2:28,4 | Kristina Šmigun |
| 9.      | 21 stycznia | 1998 | Pontresina  | 5 km stylem dowolnym    | 14:03,2   | +35,2   | Katrin Šmigun   |
| 2.      | 23 stycznia | 1998 | Pontresina  | Sztafeta 4x5 km         | 1:02:11,7 | +28,5   | Szwecja         |
| 21.     | 25 stycznia | 1998 | Pontresina  | 15 km stylem klasycznym | 48:25,6   | +3:15,8 | Hilde Glomsås   |

### Puchar Świata

#### Miejsca w klasyfikacji generalnej
- sezon 1997/1998: 75.
- sezon 1998/1999: -